# Cossyphe à ventre blanc
Cossyphicula roberti
Espèce
Synonymes
- Cossypha roberti Alexander, 1903

Statut de conservation UICN

 LC  : Préoccupation mineure
Le Cossyphe à ventre blanc (Cossyphicula roberti) est une espèce de passereaux appartenant à la famille des Muscicapidae.

## Répartition
Cette espèce se rencontre dans deux zones : au Burundi, au Rwanda, en Ouganda et dans l'est de la République démocratique du Congo d'une part et au Cameroun, au Nigeria  et en Guinée équatoriale d'autre part.

## Habitat
Il vit dans les forêts humides tropicales et subtropicales en plaine et les montagnes humides.

## Sous-espèces
Selon Alan P. Peterson, cet oiseau est représenté par deux sous-espèces :
- Cossyphicula roberti roberti (Alexander, 1903) — Grassland (Cameroun) & Bioko ;
- Cossyphicula roberti rufescentior (Hartert, 1908) — forêts d'altitude du rift Albertin .